# Marosvásárhelyi római katolikus temető
A marosvásárhelyi római katolikus temető, régi nevén Kálvária sírkert 1729-ben létesült a Kálvária utcában (ma Str. Papiu Ilarian), a belvárost keletre határoló Somostető oldalában. A város több jeles személyisége nyugszik itt, és emlékművek is helyet kaptak.

## Története
A város első sírkertje a Szent Miklós-templom mellett, a mai Bolyai Farkas Líceum helyén állt, és valószínűleg már a 12–13. században használták. Később a városba érkező ferences rend az akkor még katolikus Vártemplom környékén is létesített egy temetőt. A reformáció után egy új katolikus temető létesült, azonban ez nem maradt fenn, helye ismeretlen. Temetkezési helyekként szolgáltak a templomok cintermei és az alattuk húzódó kriptasorok is.
A 17. század végén Erdély Habsburg-tartomány lett, az új államhatalom pedig a római katolikus egyházat támogatta. 1702-ben megindult a katolikus egyház újjászervezése, és hamarosan építeni kezdték a plébániatemplomot is. A 18. század elején dúló pestisjárvány után az egyház külön temetőt kapott a Kálvária utcában (ezt azért nevezték így, mert a jezsuiták keresztutat létesítettek a domb oldalában), melyet 1729-ben nyitottak meg. Ide temetkeztek a német és az örmény katolikusok is.

## Leírása
Gondozott, fákkal beültetett, megközelítőleg három hektáros terület. Főbejáratát csíkszentdomokosi székelykapu díszíti.

### Jeles személyiségek
- Borbély Samu (1984†) matematikus, a Bolyai Tudományegyetem egykori tanára
- Csorba András (1987†) színművész[3]
- Hegyi Lajos (1989†) tanár, matematikus[2]
- Jaross Béla (1959†) plébános, pápai prelátus[3]
- Kántorné Engelhardt Anna (1854†) színésznő. Sírkövét Prielle Kornélia állíttatta,[3] műemlékként tartják nyilván (MS-IV-m-B-16098)[7]
- Kiss Elemér (2006†) matematikus, Bolyai-kutató[6]
- Lukinics József (1849†) honvéd százados, Bem József szárnysegédje[3]
- Petelei István (1910†) író,[5] sírkövét műemlékként tartják nyilván (MS-IV-m-B-16088)[7]
- Weszely Tibor (2019†) matematikus, Bolyai-kutató[8]

### Egyéb emlékek, látnivalók
- Szent Rozália-kápolna (1739), a temető felső részén[2]
- Az első és második világháború hőseinek keresztje, a kápolna előtt[3]
- A Don-kanyarban elesett hősök emlékműve[9]
- A főbejárattal szemben felállított feszület (a római katolikus líceumból menekítették ide annak 1948-as államosításakor)[5]
- Patrubány-kápolna, ma ravatalozónak használják[5]
- Művészeti szempontból jelentős a Bucher család sírboltja és a Züllich család síremléke[3]